# Khafji

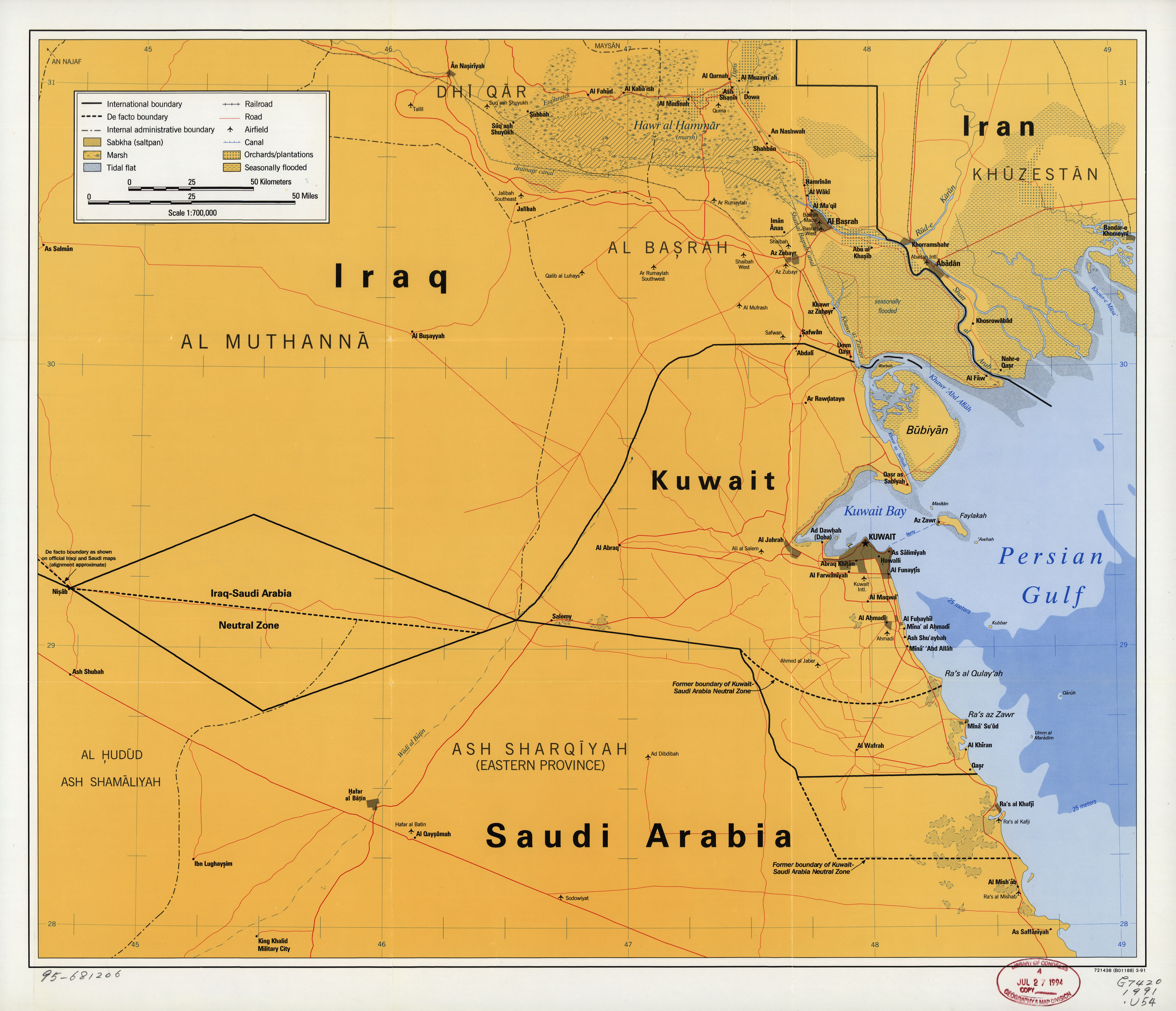
Khafji, rechts aan de kust tussen de twee stippellijnen

Khafji of Ras al-Khafji (Arabisch: الخفجي, al-Ḫafğī) is een stad in de Neutrale Zone tussen Saoedi-Arabië en Koeweit. Khafji is een havenstad aan de Perzische Golf, 130 km ten zuiden van de stad Koeweit.

## Geschiedenis
Met het Protocol van Uqair van 1922 werd door de Britten een Neutrale Zone tussen Saoedi-Arabië en Koeweit gecreëerd. De geschiedenis van de vissershaven veranderde toen in jaren 1960 olie werd gevonden. De Arabian Oil Company bouwde een nieuwe stad, voorzien van elektriciteit, leidingwater, telefoon- en wegennet.
Tijdens de Golfoorlog van 1990-1991 vond hier van 29 januari tot 1 februari 1991, de slag bij Khafji plaats. Het Iraakse leger voerde een verrassingsaanval uit, nam het stadje in en omsingelde een groep Amerikaanse mariniers. Na een tegenaanval die meer dan een dag duurde, wisten de Amerikanen en Saoedi's het Iraakse leger met zware verliezen uit Khafji te verdrijven.

## Bevolking
In 2015 werd de bevolking geraamd op 120 000, mensen voornamelijk uit Saoedi-Arabië en Koeweit, die werken in de olie-industrie en afgeleiden.